# Maison de la Cerda
La maison de la Cerda est une maison noble d’extraction et castillane, issue de la branche bourguignonne de la Maison d'Ivrée, et doublement royale puisque descendante du roi de Castille Alphonse X, ainsi que du roi de France Louis IX par sa fille Blanche. 
Spoliée de la succession d’Alphonse X, la famille de la Cerda trouve refuge dans le royaume d’Aragon, puis dans le royaume de France sous Philippe le Bel. Deux de ses membres jouent un rôle notable au début de la guerre de Cent Ans, Louis de la Cerda, puis Charles de la Cerda. 
La famille de la Cerda appartient au corps de la noblesse espagnole et subsiste encore de nos jours.

## Histoire

### Spoliation du trône de Castille (1275)
Le fils aîné du roi Alphonse X (1221-1284), Ferdinand (Fernando) dit « Ferdinand de la Cerda » (1255-1275) meurt prématurément au cours d’une campagne contre les Mérinides, alors qu’Alphonse X se trouve hors du royaume, occupé par ses prétentions à être élu empereur.
Il laisse deux fils issus de son mariage avec Blanche de France (1253-1320) en 1269 :
- Alphonse (1270-1333), dit « Alphonse de la Cerda »
- Ferdinand (1275-1322), dit « Ferdinand II de la Cerda (es)  ».

Le frère cadet de Ferdinand, Sanche (1258-1295) profite de la situation pour se faire reconnaître comme héritier par les Cortès et pour se proclamer régent du royaume.

### Suites de l’usurpation de Sanche IV (1275-1284)
En 1275, deux personnes se trouvent lésées par Sanche : sa mère, Yolande d’Aragon (1236-1300), épouse d’Alphonse X, sœur du roi d’Aragon Pierre III (1239-1285), privée de la régence ; sa belle-sœur, Blanche, dont les fils sont évincés de la succession.
L’usurpation provoque une réaction du roi de France, Philippe III le Hardi, frère de Blanche : il lance dès 1275 une offensive qui atteint la Navarre. En 1276, une deuxième offensive est préparée, mais le roi ne réussit pas à rassembler assez de vassaux du sud-ouest du royaume. 
Par ailleurs, les agissement de Sanche provoquent un conflit avec Alphonse X, mais à la mort de celui-ci en 1284, il devient roi de Castille sous le nom de Sanche IV.

### Exil de la famille en Aragon
Après l’avènement de Sanche IV, Yolande d’Aragon emmène Blanche et ses deux fils dans le royaume d’Aragon, où ils vont vivre plus de dix ans. 
Alphonse de la Cerda, dit Alphonse le Déhérité, y épouse Mathilde de Brienne, fille de Jean II de Brienne, comte d'Eu (1250-1294) ; elle lui donne plusieurs enfants, notamment : Alphonse II (1289-1327), Henri, Louis (1289-1348), etc.

### Exil en France
En 1303, la famille s’installe en France. Alphonse de la Cerda est fait seigneur de Lunel.
Ferdinand II épouse vers 1308 Juana Nunez de Lara (1285-1351), qui lui donne plusieurs enfants, notamment Marie (1319-1379).
Alphonse II épouse vers 1325 Isabelle d'Antoing (1300-1354), veuve de Henri de Louvain. En 1326 naît Charles de la Cerda (1326-1354). Devenue de nouveau veuve, Isabelle d'Antoing épouse Jean de Melun.
Louis de la Cerda, fils d'Alphonse, sert le roi de France Philippe VI et est fait amiral de France, mais le reste peu de temps, puis se lance dans un projet de colonisation des îles Canaries.
En 1331, Alphonse de la Cerda, renonçant à ses droits sur la couronne de Castille, reconnaît le roi Alphonse XI (1311-1350), petit-fils de Sanche IV. 

### Louis et Charles de la Cerda
Charles de la Cerda, favori de Jean le Bon, nommé connétable de France (1351), meurt assassiné le 8 janvier 1354 par des hommes au service de Philippe de Navarre et du roi de Navarre Charles II (dit Charles le Mauvais).

### La maison de la Cerda à l'Époque moderne
Trois membres de la famille occupent la fonction de vice-roi de la Nouvelle-Espagne (colonie espagnole dont la capitale est Mexico, incluant la colonie de Nouvelle-Espagne (Mexique), l'Amérique centrale, le Venezuela, les îles Caraïbes (Cuba, Hispaniola (ou Haïti), la Jamaïque, etc.), ainsi que les îles Philippines).
- Juan de Leyva de la Cerda (1604-1678)
- Tomás Antonio de la Cerda y Aragón (1638-1692)
- Gaspar de la Cerda (1653-1697)

Autres personnalités
- Ana de Mendoza de la Cerda (1540-1592), princesse d'Éboli, duchesse de Pastrana et comtesse de Mélito ;
- Juan Francisco de la Cerda (1637-1691), homme politique espagnol ;
- Juan Luis de la Cerda (1560-1643), jésuite et écrivain espagnol ;
- Melchior de La Cerda (?-1615), érudit espagnol ;
- Pedro Messía de la Cerda (1700-1783), second marquis de Vega de Armijo, officier dans la marine espagnole et administrateur colonial.

## Généalogie
- Ferdinand de la Cerda (1255-1275), infant de Castille, fils aîné et héritier présomptif du roi Alphonse X, époux de Blanche de France, fille de Louis IX ;
  - Alphonse de la Cerda (1270-1333), infant de Castille, dit « Alphonse le Déshérité » ;
    - Louis de la Cerda ou « Louis d'Espagne » (1291-1348), amiral de France, comte de Clermont ;
    - Alphonse II de la Cerda
      - Charles de la Cerda (1326-1354) ou « Charles d'Espagne », connétable de France ;

  - Ferdinand II de la Cerda (1275-1322), fils cadet de Ferdinand de la Cerda ;
    - Marie de la Cerda (1319-1375), comtesse d’Étampes par son premier mariage, puis comtesse d'Alençon, comtesse du Perche et comtesse de Chartres par son deuxième.

## Origine du nom
L'expression espagnole de la cerda signifie « de la truie ». 
Ferdinand, fils d'Alphonse X, aurait reçu ce surnom en raison de sa forte pilosité à la naissance (cheveux épais, poils sur la poitrine).
Autre proposition, il aurait reçu ce surnom du fait d'être né avec une touffe de cheveux sur le crâne.